# シーバワイヒ
シーバワイヒ（アラビア語: سيبويه, ラテン文字転写: Sībawayhi, カタカナ転写: スィーバワイヒ）は、8世紀のアラビア語文法学者。唯一の著作である『シーバワイヒの書』がアラビア語文法学の基本文献としてよく知られている。
正確な名前、出自、経歴、生歿年などについてはよくわかっていない。通常は「アブー・ビシュル・アムル・ブン・ウスマーン・ブン・カンバル、ハーリス・ブン・カアブ部族のマウラー、シーバワイヒ」という名前であるとされるが、後世になって作られたものであるという説が有力である。シーラーズ近くのベイザー村でペルシア人の両親のもとに生まれ、796年ごろにファールス地方で亡くなったと言われている。亡くなったとき年齢は32歳から40歳の間だったという。シーバワイヒの伝記としては、たとえば13世紀のイブン・ハッリカーンによる伝記がよく参照される。
シーバワイヒのエピソードとしては第一に、彼がアラビア語学の学究に生涯を捧げるきっかけとなった出来事がよく語られる。シーバワイヒは若いころに預言者のハディースあるいは法学（フィクフ）を学ぶためバスラに出た。ハンマード・イブン・サラマにハディースを教わっていたところ、ある日、師からとあるハディースの読み上げを命じられる。シーバワイヒが読んでいたある一節について対格ではなく主格にすべき部分であり文面が誤りなのではないかと指摘したところ、師は除外の意味で使うため対格とするのが正しいと返答。シーバワイヒは面目を失い、あるいは発奮して、師の下を去ってアラビア語を対象とした学究にのめり込むようになったという。
西暦760年ごろ、一説によればシーラーズ近くの村バイダー（ベイザー）で生まれ、793年、または796年にシーラーズで死去した。ハリールに師事し、バスラを中心に活躍している。アラビア語に関する最初期の偉大な言語学者であり、彼によるアラビア語の音声学的解析は今日までなされたうちでももっとも精確なうちに数えられ、パーニニにも比肩されている。アラビア語の中東圏への浸透に大きく貢献したとされている。